# Сопротивление в Литве во время Второй мировой войны

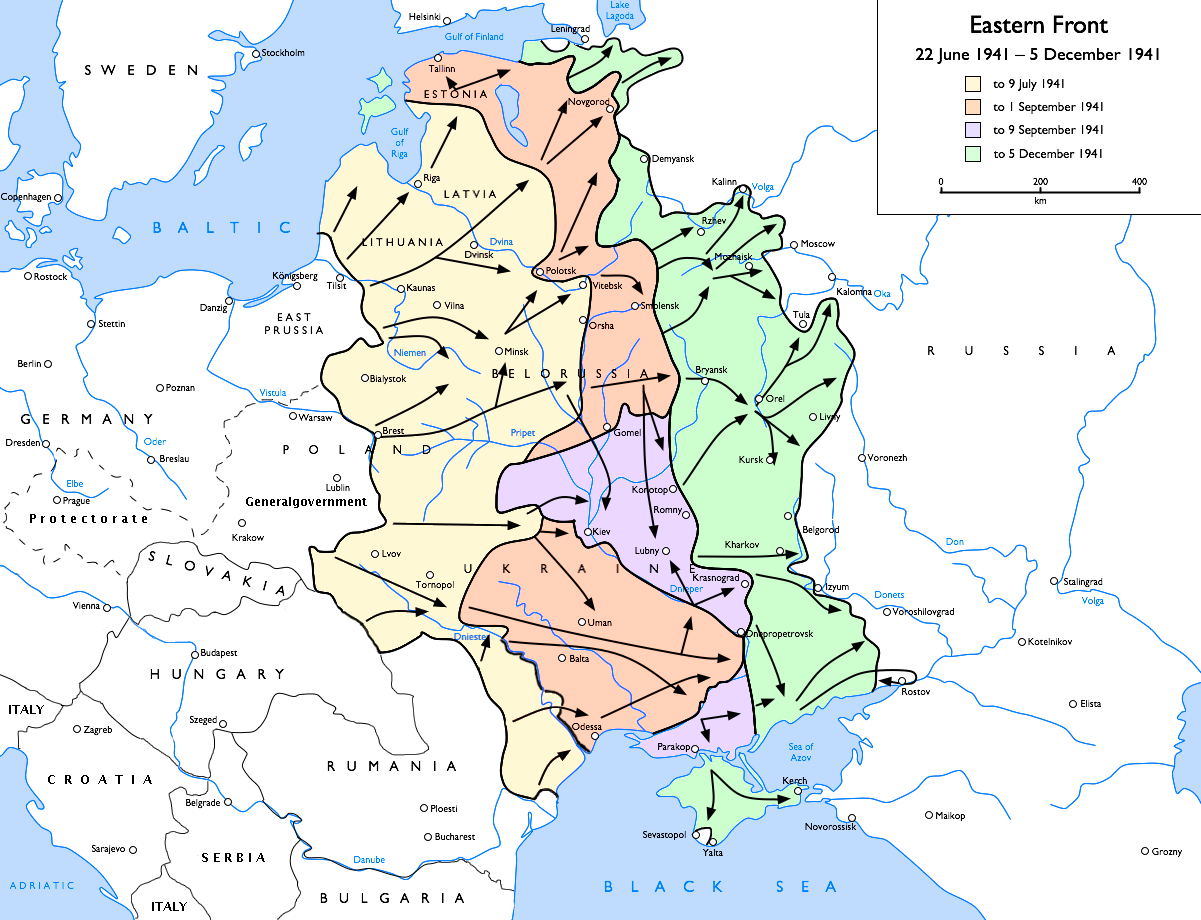
Восточный фронт, июнь 1941 г. — декабрь 1941 г.

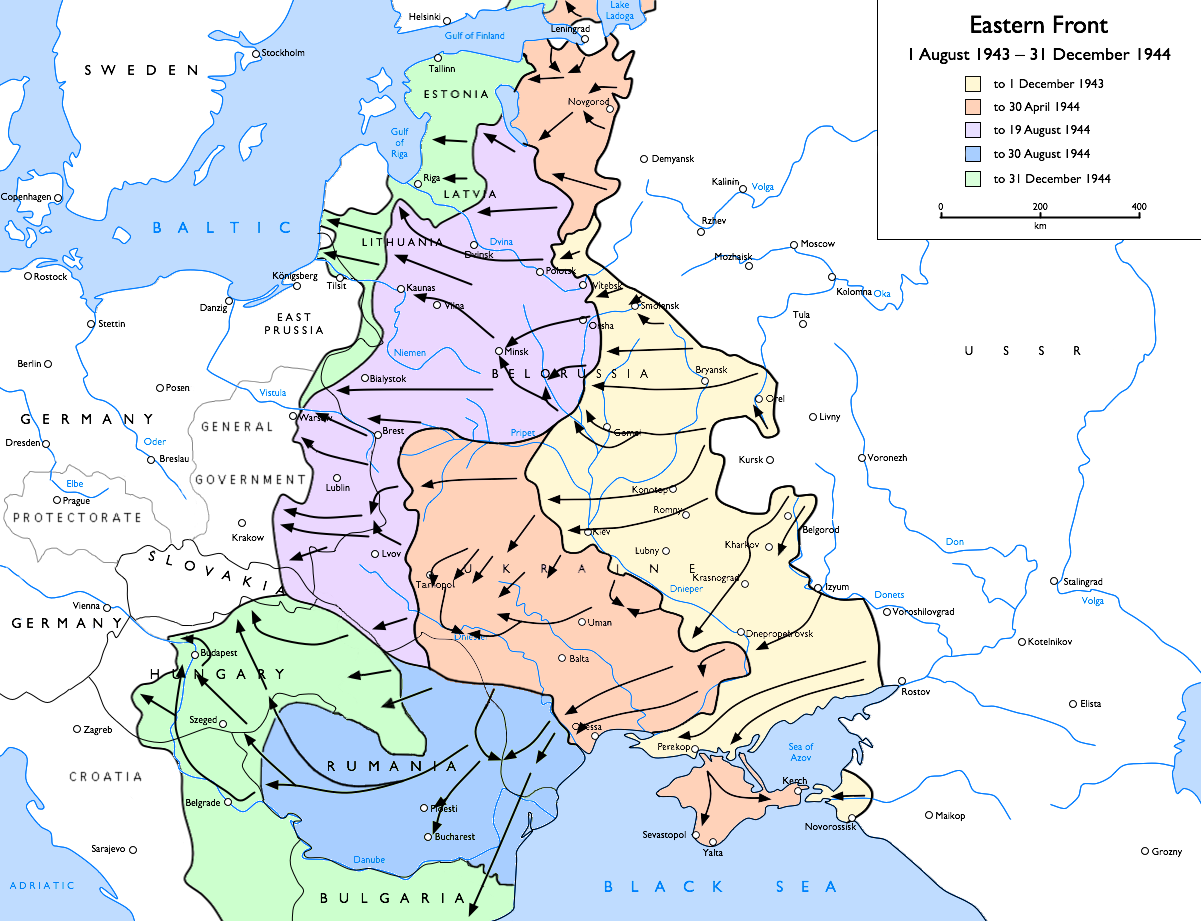
Восточный фронт, август 1943 г. — декабрь 1944 г.

Во время Второй мировой войны Литва была оккупирована Советским Союзом (1940—1941), нацистской Германией (1941—1944) и снова Советским Союзом в 1944 году. Сопротивление в этот период принимало различные формы. Значительная часть сопротивления была сформирована польскими и советскими войсками, которые в том числе воевали с литовскими коллаборационистами. В этой статье представлен краткий обзор вовлеченных организаций, лиц и действий.

## Первая советская оккупация
В 1940 году президент Антанас Сметона бежал в Германию, не желая, чтобы его правительство стало марионеткой советской оккупации. Советские попытки схватить его не увенчались успехом, и он смог обосноваться в США.
В 1940 году Ян Звартендейк, голландский консул в Каунасе, и Тиунэ Сугихара, японский консул в Каунасе, и его жена Юкико не подчинились приказу и спасли тысячи еврейских беженцев из Польши, предоставив им визы.
В 1941 году Литовский фронт активистов (лит. Lietuvos Aktyvistų Frontas) сформировал подпольное правительство, а после июньского восстания Временное правительство Литвы на короткое время сохраняло суверенитет.

## Оккупация нацистской Германией
Советские партизаны начали диверсионные и партизанские операции против немецких войск сразу после вторжения нацистов в 1941 году. Деятельность советских партизан в Литве частично координировалась Командованием партизанского движения Литвы под руководством Антанаса Снечкуса, а частично — Центральным командованием партизанского движения СССР.
В 1943 году нацисты попытались сформировать дивизию Ваффен-СС из местного населения, как это было во многих других странах, но из-за широко распространённой координации между группами сопротивления мобилизация была бойкотирована. Литовские территориальные силы обороны (Lietuvos vietinė rinktinė) в конечном итоге были сформированы в 1944 году под литовским командованием, но были ликвидированы нацистами всего через несколько месяцев за отказ подчиняться их командованию.
Значительного насильственного сопротивления нацистам не было. Некоторые литовцы, воодушевленные расплывчатыми обещаниями Германии об автономии, сотрудничали с нацистами. Предвоенная напряженность из-за Вильнюсского края привела к вялотекущей гражданской войне между поляками и литовцами. В регионе действовали спонсируемые нацистами литовские подразделения, в первую очередь Литовская тайная полиция, которая помогала немцам в репрессиях против польского населения. Осенью 1943 года Армия Крайова нанесла ответные удары против литовских частей и за первую половину 1944 года убила сотни, в основном литовских полицейских и других коллаборационистов. Кульминацией конфликта стали массовые убийства польских и литовских мирных жителей в июне 1944 года в деревнях Глитишкес (Глинцишки) и Дубингяй (Дубинки). См. также польско-литовские отношения во время Второй мировой войны .
Также в 1943 году несколько подпольных политических групп объединились в рамках Верховного комитета освобождения Литвы (Vyriausias Lietuvos išlaisvinimo komitetas, или ВЛИК). Комитет опубликовал декларацию независимости, которая осталась практически незамеченной. Он стал активным в основном за пределами Литвы среди эмигрантов и депортированных, сумел установить контакты в странах Запада и получить поддержку для операций сопротивления внутри Литвы (см. Операция «Джунгли»). Комитет просуществует за границей в течение многих лет как одна из групп, представляющих Литву в изгнании.
Литовская освободительная армия во время оккупации нацистской Германией выступала против политики Германии, но не начала вооруженного сопротивления. Вооруженная борьба началась в середине 1944 года, когда Красная Армия достигла границ Литвы после Минской наступательной операции. ЛOА стала первой волной литовских партизан, вооруженных антисоветских партизанских отрядов. Армия попыталась стать центральным командованием вооруженной борьбы. Однако к апрелю 1946 года штаб организации был ликвидирован советскими органами безопасности (НКВД и КГБ). Многие бойцы Литовской армии свободы присоединились к литовским партизанам.
Еврейские партизаны также боролись против нацистской оккупации. В сентябре 1943 года Объединенная партизанская организация под руководством Аббы Ковнера, попыталась поднять восстание в Виленском гетто, а позже занималась саботажем и партизанскими операциями против нацистской оккупации.
В июле 1944 года, в рамках операции «Буря» Польская Армия Крайова начала операцию «Острая Брама» — попытку отбить этот город.
По состоянию на январь 2008 года 723 литовца были признаны Израилем Праведниками народов мира за их усилия по спасению литовских евреев от Холокоста. Общее количество людей, которые помогали евреям, может быть гораздо больше.

## Вторая советская оккупация
Литовские партизаны, известные как «Лесные братья», начали партизанскую войну против советских войск, как только фронт в 1944 году прошел над ними, и продолжали вооруженную борьбу до 1953 года. Ядро этого движения составили солдаты Сил территориальной обороны, расформированные вместе с оружием и обмундированием, и члены Армии свободы Литвы, созданной в 1941 году. У подполья было обширное подпольное радио и пресса. Тысячи людей оказывали активное и пассивное сопротивление советской власти. Различные организации сопротивления в конечном итоге объединились в Движение борьбы за свободу Литвы (Lietuvos Laisvės Kovų Sąjūdis, или LLKS), опубликовав в 1949 году декларацию о независимости, которая в конечном итоге была подписана законом независимой Литовской Республикой в 1999 году. Самым известным из этих партизан, вероятно, является Юозас Лукша, автор нескольких книг во время сопротивления.
Хотя вооруженное сопротивление прекратилось в 1950-х годах, ненасильственное сопротивление продолжалось в различных формах (например, через проживающих за границей литовцев, католическую прессу, защиту местных традиций и литовского языка, движение Саюдиса и т. д.) до 1991 года, когда Россия признала независимость, провозглашенную Литва 11 марта 1990 года.

## Значение 16 февраля
16 февраля, дата, когда Литва впервые провозгласила свою независимость в 1918 году, сыграла важную символическую роль в этот период. Призыв добровольцев в Силы территориальной обороны Литвы, провозглашение независимости ВЛИК и провозглашение независимости ЛЛКС были сделаны 16 февраля. Этот день стал в Литве национальным праздником .